# Kathryn Kates
Pour les articles homonymes, voir Kathryn et Kates.
Kathryn Kates, née le 29 janvier 1948 dans le Queens à New York et morte le 22 janvier 2022 à Lake Worth Beach en Floride, est une actrice de télévision et de cinéma américaine.

## Filmographie
- 1982 : Life of the Party: The Story of Beatrice (téléfilm) : Dierdre
- 1982 : La Flambeuse de Las Vegas (Jinxed !) : Miss Nina
- 1983 : The Taming of the Shrew : la 4e joueuse
- 1990 : Pastime : Ethel
- 1991 : Teenage Exorcist : la bonne
- 1991 : Matlock (série télévisée) : Mabel Maloney
- 1994 : Une rue du tonnerre (en) (Thunder Alley) (série télévisée) : la nurse
- 1994-1996 : Seinfeld (série télévisée) : la femme au comptoir (2 épisodes)
- 1996 : Hudson Street (série télévisée) : Mme Bowman
- 1997 : Enquête en enfer (Asylum) : la nurse Taylor
- 1997 : The Nurse : Marsha Harriman
- 1998 : Caroline in the City (série télévisée) : Ginny
- 2002-2003 : Lizzie McGuire (série télévisée) : Mme. Carrabino (2 épisodes)
- 2003 : Shérifs à Los Angeles (série télévisée) : Mrs. Berman
- 2003 : Amy (Judging Amy) (série télévisée) : June Starr
- 2008 : Saveta's Gift (court métrage) : Looba
- 2008 : Blindspot (court métrage) : Ann
- 2009 : Check-Up: From the Gently Twisted Life of Michael Kleinfeld (court métrage) : Susan Kleinfeld
- 2009 : Lott Oh (court métrage) : Gertrude
- 2009 : Out of the Fog : Ludmilla Bashilevsky
- 2010 : Rescue Me (série télévisée) : la femme âgée
- 2011 : Gun Hill (téléfilm) : Bora
- 2011 : Pan Am (série télévisée) : Mrs. Luckovich
- 2011 : Monkey Man : Mme Howard
- 2012 : Allen Here (court métrage) : la professeure
- 2012 : Lola Versus : la femme au restaurant
- 2013 : Lady Business (série télévisée) : McKenzie Martin
- 2013 : Dovid Meyer : Odel
- 2013 : Orange Is the New Black (série télévisée) : Amy Kanter-Bloom
- 2014 : Maybe There's a Tree : Lorna Deuce
- 2014 : Common Ground - The Web Series (série télévisée) : Landlady
- 2014 : Hot Mess: the Webseries (mini-série télévisée) : DMV Lady
- 2014 : Unforgettable (série télévisée) : Mary Garroto
- 2014 : Small Miracles (série télévisée) : Esty
- 2014 : Unforgettable : Mary Garroto
- depuis 2016 : Shades of Blue : Mme Saperstein (4 épisodes)
- 2016 : Feed the Beast : Ruth Cline (2 épisodes)
- 2017 : New York, unité spéciale (saison 18 épisode 9) : Juge Marlene Simmons
- 2018 : New York, unité spéciale (saison 20, épisode 10) : Juge Marlene Simmons
- 2020 : The Jesus Rolls de John Turturro
- 2021 : Many Saints of Newark - Une histoire des Soprano (The Many Saints of Newark)  d'Alan Taylor : Angie DeCarlo